# Fallen Angel (chanson de Poison)
Pour les articles homonymes, voir Fallen Angel.
Singles de Poison
Nothin' but a Good Time
(1988) Every Rose Has Its Thorn
(1988)
Fallen Angel est une chanson du groupe Poison publiée en tant que deuxième single issu de l'album Open Up and Say... Ahh!. 
La chanson raconte l'histoire d'une jeune fille qui grandit dans une petite ville et qui décide de partir à Los Angeles pour devenir actrice. Une fois là-bas, elle abandonne son ancienne vie…
Le single s'est classé à la 12e position au Billboard Hot 100 la semaine du 8 octobre 1988 et à la 32e au classement Mainstream Rock Tracks chart la semaine du 10 septembre 1988. Le single s'est également classé en Australie à la 21e position, 32e en Nouvelle-Zélande et à la 59e position au Royaume-Uni.
Fallen Angel (avec les titres Talk Dirty to Me, I Won't Forget You et Ride the Wind) a fait l'objet d'un procès en 2011 par Billy McCarthy et James Stonich, deux membres du groupe Kid Rocker, soutenant que ces chansons étaient basées sur les titres de Kid Rocker servant à auditionner le guitariste C.C. DeVille avant qu'il ne soit membre du groupe Poison. Le 8 avril 2013, un juge fédéral de Californie a déclaré que les plaignants ont attendu trop longtemps pour déposer leur procès. Poison se défend en soulignant que s'ils avaient violé les droits d'auteur de ces chansons, Billy McCarthy et James Stonich auraient poursuivi le groupe il y a plus de 20 ans.
La chanson est reprise en 2009 par le groupe MxPx, pour leur album On the Cover II.

## Classement
| Pays                                      | Meilleure position | Nombre de semaines | Réf   |
| ----------------------------------------- | ------------------ | ------------------ | ----- |
| Australie (ARIA Charts)                   | 31                 | 12                 | [ 6 ] |
| États-Unis (Billboard Hot 100)            | 12                 | 16                 | [ 2 ] |
| États-Unis (Mainstream Rock Tracks chart) | 32                 | 7                  | [ 4 ] |
| Nouvelle-Zélande (Recorded Music NZ)      | 32                 | 7                  | [ 7 ] |
| Royaume-Uni (The Official Charts Company) | 59                 | 2                  | [ 8 ] |